# Liste der denkmalgeschützten Objekte in Podersdorf am See
Die Liste der denkmalgeschützten Objekte in Podersdorf am See enthält die 6 denkmalgeschützten, unbeweglichen Objekte der Gemeinde Podersdorf am See im Burgenland (Bezirk Neusiedl am See).

## Denkmäler
| Foto |                 | Denkmal                                                                           | Standort                                                    | Beschreibung | Metadaten |
| ---- | --------------- | --------------------------------------------------------------------------------- | ----------------------------------------------------------- | --- | --- |
| ja   | Datei hochladen | Stoanprackakreuz (Steinbrecherkreuz) HERIS-ID: 10126 Objekt-ID: 6179              | bei Frauenkirchner Straße 30 Standort KG: Podersdorf am See | Ältestes Wegkreuz von Podersdorf; errichtet im Jahr 1663. | BDA-Hist.: Q38058389 Status: § 2a Stand der BDA-Liste: 2025-06-30 Name: Stoanprackakreuz (Steinbrecherkreuz) GstNr.: 6584 Steinbrecherkreuz, Podersdorf                                  |
| ja   | Datei hochladen | Immaculatasäule/Pestkreuz mit Kriegerdenkmal HERIS-ID: 10128 Objekt-ID: 6181      | bei Hauptstraße 1 Standort KG: Podersdorf am See            | Die Immaculatasäule aus dem Jahr 1864 bildet das Zentrum des Soldatendenkmales. | BDA-Hist.: Q38058479 Status: § 2a Stand der BDA-Liste: 2025-06-30 Name: Immaculatasäule/Pestkreuz mit Kriegerdenkmal GstNr.: 140 Immaculatasäule, Podersdorf am See                      |
| ja   | Datei hochladen | Dreifaltigkeitssäule HERIS-ID: 10127 Objekt-ID: 6180                              | Katharinenplatz Standort KG: Podersdorf am See              | Eine Steinsäule mit Gnadenstuhl aus dem Jahr 1687. | BDA-Hist.: Q38058421 Status: § 2a Stand der BDA-Liste: 2025-06-30 Name: Dreifaltigkeitssäule GstNr.: 358 Dreifaltigkeitssäule, Podersdorf am See                                         |
| ja   | Datei hochladen | Windmühle HERIS-ID: 10130 Objekt-ID: 6183                                         | Mühlstraße 24d Standort KG: Podersdorf am See               | Die Windmühle von Podersdorf ist die größere der beiden letzten von ehemals 400 Windmühlen Österreichs. Sie ist, anders als die Retzer Windmühle, zur Gänze oberirdisch angelegt. Sie entstand um 1800 und ist seit 1849 in Familienbesitz. | BDA-Hist.: Q38058488 Status: Bescheid Stand der BDA-Liste: 2025-06-30 Name: Windmühle GstNr.: 205/2 Windmühle, Podersdorf am See                                                         |
| ja   | Datei hochladen | Pfarrhof HERIS-ID: 10124 Objekt-ID: 6177                                          | Seestraße 67 Standort KG: Podersdorf am See                 | Das Pfarrhaus stammt im Kern aus dem 16. und 17. Jahrhundert. Es handelt sich um einen zweigeschoßigen Bau mit Satteldach. | BDA-Hist.: Q38058325 Status: § 2a Stand der BDA-Liste: 2025-06-30 Name: Pfarrhof GstNr.: 355                                                                                             |
| ja   | Datei hochladen | Kath. Pfarrkirche hl. Katharina, Alte Pfarrkirche HERIS-ID: 10123 Objekt-ID: 6176 | Seestraße 69 Standort KG: Podersdorf am See                 | Die spätbarocke Kirche von 1791 ist der heiligen Katharina von Alexandrien geweiht und wurde 2000 von den Architekten Lichtblau und Wagner um einen Zubau ergänzt.                                                                          | BDA-Hist.: Q23689795 Status: § 2a Stand der BDA-Liste: 2025-06-30 Name: Kath. Pfarrkirche hl. Katharina, Alte Pfarrkirche GstNr.: 358 Kath. Pfarrkirche hl. Katharina, Podersdorf am See |